# Comuna Drăcșenei, Teleorman
Drăcșenei este o comună în județul Teleorman, Muntenia, România, formată din satele Drăcșani, Drăcșenei (reședința), Odobeasca și Satul Vechi.

## Demografie
Componența etnică a comunei Drăcșenei
     Români (84,86%)
     Romi (7,05%)
     Alte etnii (0%)
     Necunoscută (8,08%)
Componența confesională a comunei Drăcșenei
     Ortodocși (90%)
     Adventiști (1,37%)
     Alte religii (0,41%)
     Necunoscută (8,22%)
Conform recensământului efectuat în 2021, populația comunei Drăcșenei se ridică la 1.460 de locuitori, în scădere față de recensământul anterior din 2011, când fuseseră înregistrați 1.791 de locuitori. Majoritatea locuitorilor sunt români (84,86%), cu o minoritate de romi (7,05%), iar pentru 8,08% nu se cunoaște apartenența etnică. Din punct de vedere confesional, majoritatea locuitorilor sunt ortodocși (90%), cu o minoritate de adventiști (1,37%), iar pentru 8,22% nu se cunoaște apartenența confesională.

## Istorie
La sfârșitul secolului al XIX-lea, comuna făcea parte din plasa Târgului a județului Teleorman și era alcătuită din satele Drăcșenei, Drăcșani, Muți și Odobeasca, cu o populație de 1856 de locuitori. În comună exista o școală și patru biserici.
În Anuarul Socec din 1925, apar două comune separate: Drăcșenei și Odobeasca, ambele aflându-se în plasa Roșiorii de Vede a aceluiași județ. Comuna Drăcșenei era alcătuită doar din satul Drăcșenei, cu o populație de 1102 de locuitori, iar comuna Odobeasca era alcătuită din satele Drăcșani, Muți și Odobeasca, cu o populație de 1340 de locuitori. În anul 1931, după o reorganizare administrativ-teritorială, comuna Drăcșenei a fost desființată, satul trecând la comuna Drăcșani, care a devenit și reședința acestei comune.
În anul 1950, comuna a trecut în administrația raionului Roșiorii de Vede al regiunii Teleorman, raion care, doi ani mai târziu, a fost inclus în regiunea București. În timp, a fost reînființată comuna Drăcșenei, iar comuna Drăcșani a fost desființată, iar satele comunei au trecut la comuna Drăcșenei.
În anul 1964, satul Muți a primit numele de Satu-Vechi, iar în anul 1968, comuna a trecut la județul Teleorman, în actuala structură, primind și satele comunei Beuca. Comuna Beuca s-a desprins de comuna Drăcșenei în 2004, cu satele Beuca și Plopi, iar de la acea dată, comuna are actuala structură.

## Politică și administrație
Comuna Drăcșenei este administrată de un primar și un consiliu local compus din 9 consilieri. Primarul, Marin Popescu[*], de la Partidul Social Democrat, este în funcție din octombrie 2020. Începând cu alegerile locale din 2024, consiliul local are următoarea componență pe partide politice:
|  | Partid                    | Consilieri | Componența Consiliului | Componența Consiliului | Componența Consiliului | Componența Consiliului | Componența Consiliului | Componența Consiliului |
|  | ------------------------- | ---------- | ---------------------- | ---------------------- | ---------------------- | ---------------------- | ---------------------- | ---------------------- |
|  | Partidul Social Democrat  | 6          |                        |                        |                        |                        |                        |                        |
|  | Partidul Național Liberal | 3          |                        |                        |                        |                        |                        |                        |

## Monumente istorice
Cinci monumente istorice se găsesc în comuna Drăcșenei, toate localizate în satul Drăcșani, în centrul satului, printre care: Biserica "Sf. Nicolae" datând din anul 1871, Casa Anton R. Popescu datând din anul 1895, primăria, astăzi Muzeul de Etnografie, datând de la sfârșitul secolului al XIX-lea și Școala "Eleonora și Nicolae Vlădoianu" datând din anul 1894.

## Personalități
- Ioana Olteanu  (n. 25 februarie 1966) este o fostă canotoare română, dublu laureată cu aur la Atlanta 1996 și Sydney 2000.